# August Grisebach

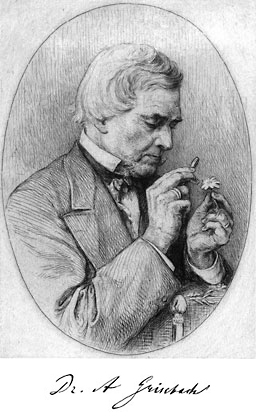
August Heinrich Rudolf Grisebach

Heinrich August Rudolf Grisebach, auch August Heinrich Rudolph Grisebach (* 17. April 1814 in Hannover; † 9. Mai 1879 in Göttingen) war ein deutscher Botaniker und Hochschullehrer. Er gilt als Begründer der Pflanzengeographie als eigenständige wissenschaftliche Disziplin. Sein offizielles botanisches Autorenkürzel lautet „Griseb.“

## Leben
Grisebach studierte ab 1832 Medizin und Botanik an der Universität Göttingen, ab 1834 an der Universität Berlin, wo er 1836 zum Dr. med. promoviert wurde. Ab 1837 war er Privatdozent, für Botanik, ab 1841 außerordentlicher Professor für allgemeine Naturgeschichte an der Universität Göttingen. 1847 wurde er dort ordentlicher Professor und Direktor des Botanischen Gartens. Ab 1844 war Grisebach Mitglied der Leopoldina.
Zwischen 1839 und 1850 unternahm Grisebach mehrere Forschungsreisen durch Europa. 1838 veröffentlichte er die grundlegende Arbeit Über den Einfluß des Klimas auf die Begrenzung der natürlichen Floren. Darin steht der später berühmt gewordene Satz: „Ich möchte eine Gruppe von Pflanzen, die einen abgeschlossenen physiognomischen Charakter trägt, wie eine Wiese, einen Wald und dergleichen, eine pflanzengeographische Formation nennen“. Sein klassisches Buch Vegetation der Erde nach ihrer klimatischen Anordnung (1. Aufl. 1872, 2. Aufl. 1884) stellt eine erste globale Übersicht der Vegetationsdecke mit einer Vegetationskarte dar.
Grisebach war unter anderem von 1851 an ordentliches Mitglied der Göttinger Akademie der Wissenschaften, seit 1861 auswärtiges Mitglied der Bayerischen Akademie der Wissenschaften und seit 16. April 1874 korrespondierendes Mitglied der Preußischen Akademie der Wissenschaften zu Berlin.
Grisebach war Sohn des Hannover Generalauditor Rudolph Dietrich Grisebach (1773–1837) und dessen zweiten Frau Louise Meyer (1793–1876). 1844 heiratete er Evelyne Henriette Reinbold (1822–1886). Ihre Söhne waren der Architekt Hans Grisebach und der Schriftsteller Eduard Grisebach, ihr Enkel der Kunsthistoriker August Grisebach.

## Ehrungen
Nach Grisebach benannt sind die Gattungen Grisebachia Klotzsch aus der Familie der Heidekrautgewächse (Ericaceae), Grisebachiella Lorentz aus der Familie der Hundsgiftgewächse (Apocynaceae), Grisebachianthus R.M.King & H.Rob. aus der Familie der Korbblütler (Asteraceae) und Augustea Iamonico aus der Familie der Nelkengewächse (Caryophyllaceae).

## Schriften
- Reise durch Rumelien und nach Brussa im Jahre 1839. Göttingen 1841. (Digitalisate aus dem Bestand des Instituts für Ost- und Südosteuropaforschung: Teil 1, Teil 2)
- Ueber die Bildung des Torfs in den Emsmooren aus deren unveränderter Pflanzendecke. Göttingen 1846. (Digitalisat in der Digitalen Bibliothek Mecklenburg-Vorpommern)
- Spicilegium florae rumelicae et bithynicae exhibens synopsin plantarum quas aest. 1839 legit auctor A. Grisebach. Vieweg, Braunschweig 1843–1844. (Digitalisat Band 1), (Band 2)
- Catalogus plantarum cubensium ... 1866.[5]
- Flora of the British West Indian Islands ... 1859–1864.[5]
- Systematische Untersuchungen über die Vegetation der Karaiben, 1857.[5]
- Die Vegetation der Erde nach ihrer klimatischen Anordnung: ein Abriss der vergleichenden Geographie der Pflanzen, 1872.[6]